# Craig Hill
Craig Hill, né à Los Angeles le 5 mars 1926  et mort à Barcelone le 21 juillet 2014 est un acteur de cinéma américain. Il a partagé  l'affiche dans la série Whirlybirds (1957-1960) dans le rôle de P.T. Moore.

## Biographie

### Vie privée
Il a été marié de 1990 à sa mort avec l'actrice Teresa Gimpera.

## Filmographie partielle

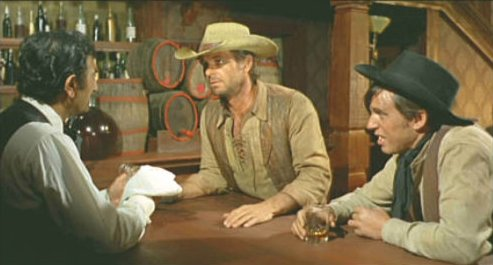
Craig Hill et José Terrón dans Clayton l'Implacable (1968).

- 1950 : Ève (All About Eve) : le dramaturge
- 1950 : Treize à la douzaine (Cheaper by the Dozen) : Tom
- 1951 : Baïonnette au canon (Fixed Bayonets!) : lieutenant Gibbs
- 1951 : Histoire de détective (Detective Story) : Arthur Kindred
- 1952 : Deux Durs à cuire (What Price Glory) : lieutenant Aldrich
- 1953 : La Folle Aventure (The I Don't Care Girl) de Lloyd Bacon : Keene
- 1954 : Le Chevalier du roi (The Black Shield of Falworth) : Francis Gascoyne
- 1954 : L'Attaque de la rivière rouge (The Siege at Red River) : lieutenant Braden
- 1957 : Tammy and the Bachelor : Ernie
- 1966 : Demain des hommes (Follow Me, Boys!) : Leo
- 1966 : Lanky, l'homme à la carabine (Per il gusto di uccidere) : Lanky Fellow
- 1967 : Adiós hombre de Mario Caiano : Will Flaherty
- 1968 : Jusqu'à la dernière goutte de sang (All'ultimo sangue) de Paolo Moffa : Norton
- 1968 : Quinze Potences pour un salopard (Quindici forche per un assassino) de Nunzio Malasomma : Billy Mack
- 1968 : Clayton l'Implacable (Lo voglio morto) de Paolo Bianchini
- 1970 : Dracula contre Frankenstein (Los monstruos del terror) : inspecteur Tobermann
- 1971 : Le Jour du jugement (Il giorno del giudizio) : O'connor
- 1972 : Le Gang des rebelles (Bada alla tua pelle, Spirito Santo!) de Roberto Mauri : John Mills, faux-colonel
- 1972 : Gringo, les aigles creusent ta tombe (Los buitres cavarán tu fosa) de Juan Bosch Palau
- 1973 : L'Homme à la winchester d'or (Corte marziale) de Roberto Mauri : colonel
- 1978 : Terreur sur la lagune (Solamente nero) : Don Paolo
- 1978 : Énigme rouge (Enigma rosso) de José Ramón Larraz
- 1989 : La Chute des aigles : Major Holbach
- 2002 : Les Enfants d'Abraham (El segundo nombre) : Theodore Logan
- 2002 : Food of Love : Izzy